# (73663) 1981 EL31
(73663) 1981 EL31 – planetoida z pasa głównego asteroid okrążająca Słońce w ciągu 3,45 lat w średniej odległości 2,28 j.a. Odkryta 2 marca 1981 roku.